# Schlacht von Chattanooga
Die Schlacht von Chattanooga war eine Schlacht des Amerikanischen Bürgerkrieges, die vom 23. bis zum 25. November 1863 zwischen den Unionstruppen unter Ulysses S. Grant und der konföderierten Tennessee-Armee unter General Braxton Bragg bei Chattanooga, Tennessee stattfand. Sie war Teil des Chattanooga-Ringgold-Feldzuges und bestand aus den Schlachten am Orchard Knob, am Lookout Mountain und am Missionary Ridge. Die Siege der Nordstaaten-Armeen in allen drei Schlachten sicherten die nahezu vollständige Kontrolle der Union über Tennessee und schufen für sie die Möglichkeit, weiter nach Süden vorzudringen.

## Vorgeschichte
Nach der für den Norden verlorenen Schlacht am Chickamauga wich die Cumberland-Armee unter Generalmajor William Starke Rosecrans nach Chattanooga aus. Braxton Bragg nahm die Verfolgung auf. Seine Absicht war es, die Stadt zu belagern und die Unionstruppen zur Kapitulation zu zwingen. Da seine Truppen aber nur langsam vorankamen, waren die Soldaten der Union in der Lage, die Stadt zu befestigen. Bragg stationierte seine Truppen auf der Missionary Ridge und dem Lookout Mountain, zwei Anhöhen, die hoch über den Tennessee ragten und es der konföderierten Tennessee-Armee erlaubten, den Fluss, die Stadt und die Nachschubwege der Union zu kontrollieren. Die Konföderierten unterbanden den Nachschub, so dass die Union etwas unternehmen musste, um die Versorgungslage der in der Stadt eingeschlossenen Armee zu verbessern sowie deren Vernichtung zu verhindern.

### Cracker Line
Am 17. Oktober 1863 wurde Ulysses S. Grant zum Oberbefehlshaber des westlichen Kriegsschauplatzes ernannt. Er ersetzte Rosecrans durch Generalmajor George H. Thomas, den Helden von Chickamauga, und setzte zusätzliche Großverbände nach Chattanooga in Marsch. Nach seiner Ankunft am 23. Oktober sah sich Grant vor die Herausforderung gestellt, eine neue Versorgungslinie zu schaffen. Grants Pionierführer Brigadegeneral William F. Smith hatte einen Plan entwickelt, um die sogenannte „cracker line“ zu öffnen. Sein Plan sah vor, den Tennessee an drei Stellen zu überqueren. Die erste Stelle sollte sich an einer Pontonbrücke nördlich von Chattanooga befinden, die zweite bei Brown’s Ferry 1,6 Kilometer westlich von Moccasin Point und die dritte bei Kelley’s Ferry südwestlich des Raccoon Mountain. Um die dortigen konföderierten Einheiten zu vernichten, sollte Generalmajor Thomas aus drei Richtungen über den Fluss übersetzen und sich bei Brown’s Ferry wieder vereinen, um einen Brückenkopf zu errichten. Brigadegeneral John B. Turchin sollte den Fluss bei Moccasin Bend überqueren, während sich Brigadegeneral William B. Hazen mit der Strömung auf Pontonbooten um Moccasin Bend Richtung Browns Ferry treiben lassen sollte. Gleichzeitig sollte Hooker bei Bridgeport übersetzten, der Eisenbahn nach Osten folgen und den Raccoon Mountain im Süden umrunden, weiter nach Norden durch das Lookout Creek Tal und dann Brown’s Ferry von hinten umzingeln. Am 27. Oktober um 3 Uhr morgens passierte Hazen unbemerkt die Stellung der Konföderierten am Lookout Mountain. Bis 4:45 Uhr hatte er die Konföderierten überwältigt. Kurz darauf hatte Turchin den Fluss überquert und sich auf dem Kamm oberhalb von Brown’s Ferry postiert.

### Wauhatchie
Inzwischen hatte General Hooker den Fluss bei Bridgeport auf einer Pontonbrücke überquert und marschierte in Richtung Chattanooga. Am 28. um 15 Uhr erreichte seine Kolonne Wauhatchie im Lookout Valley, wo sich die Eisenbahnlinie von Bridgeport mit der von Trenton talaufwärts kreuzte. Nach der Niederlage bei Brown’s Ferry befahl Generalleutnant James Longstreet der Division von Brigadegeneral Micah Jenkin einen nächtlichen Angriff auf die Unionstruppen unter Brigadegeneral John W. Geary, die sich in der Nähe von Wauhatchie Station, einem Haltepunkt der Nashville and Chattanooga Railroad, befanden. Während Jenkin Wauhatchie angriff, sollten die Brigaden von Brigadegeneral Evander M. Law und Brigadegeneral Jerome B. Robertson verhindern, dass Verstärkungen den Ort der Schlacht erreichten.

Nachdem er Schüsse bei Wauhatchie gehört hatte, befahl Generalmajor Joseph Hooker der Division von Generalmajor Carl Schurz, in Richtung Wauhatchie zu marschieren, um die Division von Geary zu verstärken. Aufgrund eines Kommunikationsfehlers brach jedoch stattdessen die Division von Brigadegeneral Adolph von Steinwehr auf. Nachdem sie sich in Bewegung gesetzt hatten, wurden sie von Evander M. Laws Division angegriffen, bevor sie die Schlacht erreichen konnten. Geary war in der Lage, die Angriffe der Konföderierten solange abzuwehren bis Jenkin den Rückzug anordnete, nachdem er über Verstärkungen der Union informiert worden war. Nach drei Stunden intensiver Kämpfe mitten in der Nacht war die Schlacht von Wauhatchie beendet.

## Die Schlacht
Am 23. November erhielt Grant die Nachricht, dass sich einzelne Kolonnen der Konföderierten vom Missionary Ridge entfernten. Gleichzeitig berichteten Deserteure der Konföderierten, dass sich die gesamte Armee zurückziehen würde. In der Sorge, dass Bragg sich mit Longstreet verbinden könnte, beauftragte Grant Generalmajor George H. Thomas mit einer Gewaltsamen Aufklärung, um zu prüfen, ob sich Bragg tatsächlich zurückziehen würde. Sollte dies der Fall sein, erhielt Thomas Befehl, sofort anzugreifen. Ein Vorauskommando unter Brigadegeneral Thomas J. Wood konnte die Konföderierten etwa zwei Kilometer weiter östlich auf einem kleinen Hügel namens Orchard Knob ausmachen. Gegen 13:30 Uhr rückten 14.000 Unionssoldaten vor und überwältigten die völlig überraschten 600 Südstaatler nach nur einer Salve.

### Der erste Tag der Schlacht

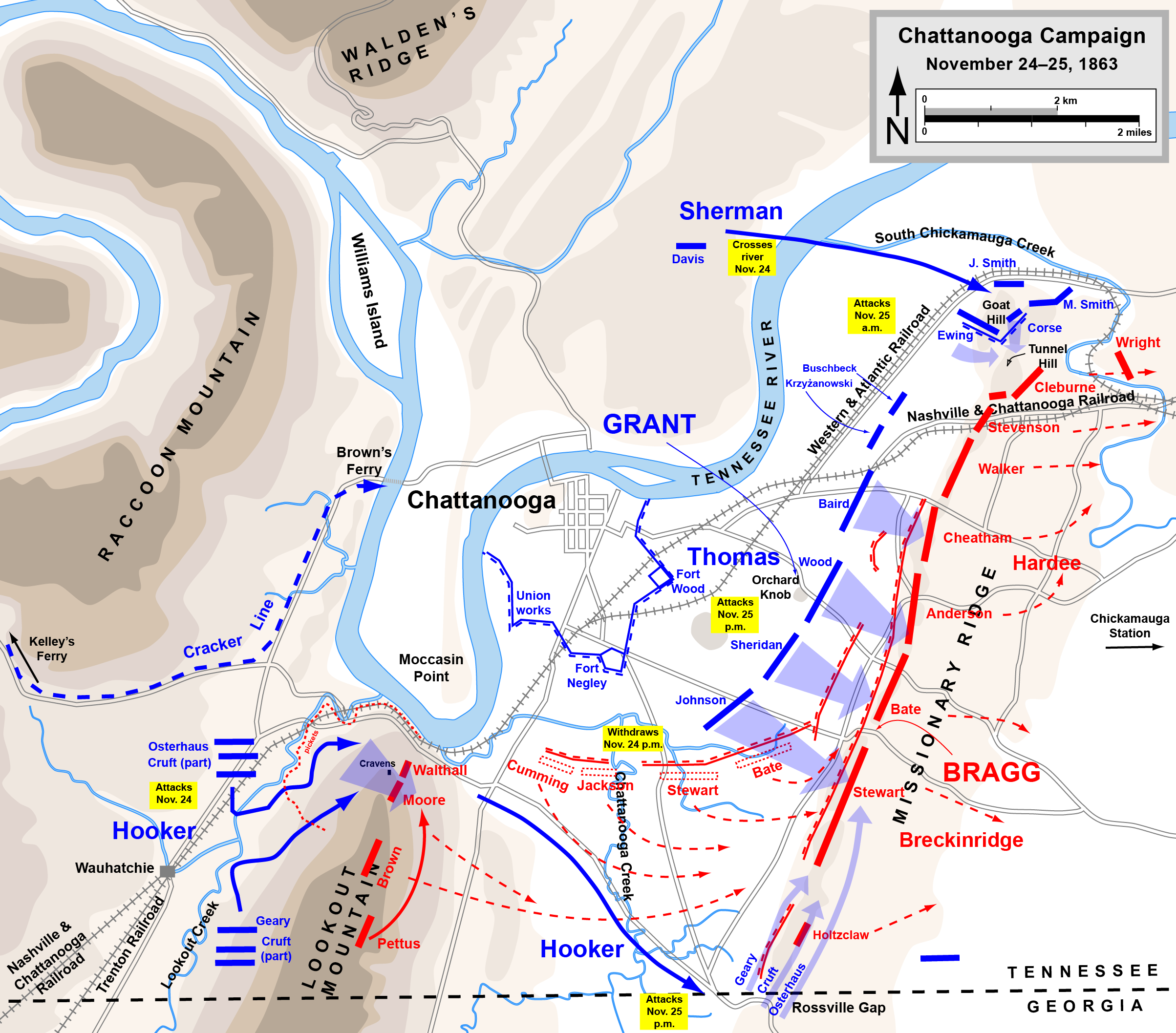
Skizze der Schlacht
rot: konföderierte Truppen
blau: Unionstruppen

Der Angriffsplan der Union sah vor, dass Generalmajor Joseph Hooker den linken und Sherman den rechten Flügel der Konföderierten angreifen sollten. In der Morgendämmerung des 24. November griff Hookers verstärktes XII. Korps an. Durch einen nicht überwachten Engpass zwischen dem Lookout Mountain und dem Tennessee strömten die Unionstruppen von Norden her auf den Lookout Mountain und trieben die konföderierten Truppen den Gegenhang hinunter. Wegen des aufkommenden Nebels erhielt das Gefecht den Namen „Die Schlacht über den Wolken“. Gegen 15:00 Uhr wurden die Kampfhandlungen eingestellt, da den Unionstruppen die Munition ausging und der Nebel dichter wurde. Bragg wich mit seinen Truppen zur Missionary Ridge aus. Unter geringen Verlusten, weniger als 500 Mann, hatte Hookers Korps den Lookout Mountain eingenommen.
Shermans Divisionen setzten über den Fluss und eroberten schnell eine Bergspitze am Missionary Ridge. Sherman erkannte zu spät, dass es sich dabei nicht um sein eigentliches Angriffsziel – die Anhöhen über dem Tunnel der Chattanooga and Cleveland Eisenbahn – handelte, sondern um den sogenannten „Billy the Goat Hill“. Dieser war durch eine Schlucht vom Hauptmassiv getrennt. Deshalb kam es an diesem Tag zu keinen Kampfhandlungen auf dem rechten Flügel der Konföderierten. Bragg verstärkte unterdessen den rechten Flügel durch eine Division unter Patrick Cleburne, die von ihrem Verladebahnhof auf das Schlachtfeld zurückbeordert wurde.

### Der zweite Tag der Schlacht
Am Morgen des 25. November griffen Shermans Divisionen den Missionary Ridge im Norden an. Sie hatten von Grant großzügige Verstärkung zugewiesen bekommen und sollten den Hauptschlag führen. Ihr Ziel war der sogenannte Tunnel, der den Missionary Ridge im Norden durchschnitt. Shermans Angriff hatte am Vortag die falsche Richtung eingeschlagen und an Stelle der Hügel um den Tunnel den nordwestlich davon gelegenen „Billy the Goat Hill“ besetzt. Als er nun gegen 10 Uhr seinen Angriff wieder aufnahm, wurde er durch Cleburne zurückgeworfen, der seine Artillerie auf den Erhebungen nördlich des Tunnels geschickt platziert hatte. Durch einen Gegenangriff gelang es Cleburne sogar, mehrere hundert Gefangene zu machen. Um 14.30 Uhr war Shermans Angriff endgültig abgeschlagen. Im Gegensatz dazu verlief Hookers Angriff im Süden außerordentlich erfolgreich. Zwar hatte auch er sich zunächst verzögert, da Bragg eine Brücke über den Chattanooga Creek zerstört hatte, doch gegen Mittag hatte Hooker den Fluss hinter sich. Schwacher Widerstand vermochte nicht zu verhindern, dass er rasch den Rossville Pass im Süden der konföderierten Front passierte. Gegen 15 Uhr begann er seinen Angriff nordwärts in die ungeschützte linke Flanke des Gegners. Dass die weiter nach Osten ausholende Division unter Osterhaus dabei in den Rücken der gesamten konföderierten Front gelangte und – ohne auf nennenswerten Widerstand zu stoßen – auf Braggs Hauptquartier zumarschierte, sorgte bei den Verteidigern für zunehmende Panik.
Am Nachmittag kam Grant zu dem Schluss, dass sein ursprünglicher Plan – im Norden die Entscheidung herbeizuführen – nicht funktionierte. Er gab Thomas den Befehl, die erste Linie der konföderierten Schützengräben anzugreifen. Damit sollte verhindert werden, dass Cleburnes Truppen verstärkt wurden. Thomas’ Armee, die am Chickamauga gedemütigt worden war, sollte mit 23.000 Mann, vier Divisionen, frontal angreifen. Die Truppen, die sich über drei Kilometer verteilten, mussten über freies Feld marschieren, um zu den Schützengräben der Konföderierten zu gelangen. Der Vergleich mit „Picketts Angriff“ in Gettysburg drängte sich förmlich auf. Thomas verstand es jedoch, den Angriff herauszuzögern, bis Hookers Vordringen zu einer zunehmenden Erschütterung der Verteidiger geführt hatte. Unter diesen Umständen gelang es den Unionstruppen gegen 16 Uhr, die erste Linie der Schützengräben zu überrennen. In Panik flohen die Konföderierten den Missionary Ridge hinauf zur zweiten und dritten Reihe der Schützengräben. Thomas’ Truppen warteten weitere Befehle nicht ab, sondern verfolgten die Fliehenden. Waren es zuerst nur einzelne Kompanien, folgten bald ganze Regimenter, die den steilen Berg hinaufkletterten. Um Fassung ringend, fragte Grant Thomas, wer den Befehl dazu gegeben habe, worauf Thomas ihm antwortete, er sei es nicht gewesen. Die Unionstruppen eroberten schließlich den Bergkamm und die Konföderierten zogen ab. Die als Nachhut eingesetzte Division Cleburnes verhinderte erfolgreich die Verfolgung der konföderierten Truppen.

## Nachspiel
Auf Seiten der Union sprach man vom „Wunder am Missionary Ridge“, kaum jemand konnte fassen, dass der Frontalangriff auf die Stellungen der Konföderierten zu einem so leichten Erfolg geführt hatte, da die Stellungen für uneinnehmbar gehalten worden waren. Dass sie trotzdem eingenommen wurden, hatte mehrere Gründe. Zum einen waren Bragg und seine Offiziere untereinander zerstritten, was sich auf die Truppen übertrug und zu einer schlechten Moral der Tennessee-Armee führte. Zum anderen verfolgten die Unionstruppen die Fliehenden der ersten Gräben so dicht, dass die Soldaten in der zweiten und dritten Reihe das Feuer einstellen mussten, um nicht ihre Kameraden zu treffen. Außerdem war die oberste Reihe so angelegt, dass nicht der gesamte Hang einsehbar war.
Die Tennessee-Armee wich 45 Kilometer nach Süden in Richtung Atlanta aus. Die Unionstruppen verfolgten die Konföderierten, wurden aber am 27. November von der konföderierten Nachhut unter General Cleburne gestoppt und brachen die Verfolgung ab. Gegen Ende des Jahres enthob Präsident Davis Bragg auf dessen eigenen Wunsch des Kommandos und ersetzte ihn durch Joseph E. Johnston. Longstreet, der am 29. November Knoxville angriff, hatte ebenfalls keinen Erfolg, so dass die Konföderierten Tennessee endgültig verloren. Für Ulysses S. Grant war der Sieg bei Chattanooga die letzte Schlacht im Westen. Er wurde 1864 zum Generalleutnant befördert, ein Rang, den zuletzt George Washington bekleidet hatte. Grant wurde Oberbefehlshaber aller Unionstruppen und ernannte Sherman zu seinem Nachfolger als Befehlshaber der westlichen Armeen.